# Phantasos
Phantasos (Oudgrieks: Φάντασος) was een van de Griekse goden van de dromen. Dit was hij samen met zijn broers Morpheus en Phobetor. Van de drie verscheen Phantasos in dromen in de gedaante van levenloze zaken, zoals water of hout. De drie goden waren de zoons van (god) Hypnos, die de god was van de slaap en een van de kinderen van Nyx